# Bulbophyllum fissibrachium
Bulbophyllum fissibrachium är en orkidéart som beskrevs av Johannes Jacobus Smith. Bulbophyllum fissibrachium ingår i släktet Bulbophyllum och familjen orkidéer. Inga underarter finns listade i Catalogue of Life.